# Argyronome flavescens
Argyronome flavescens är en fjärilsart som beskrevs av Schnaider 1950. Argyronome flavescens ingår i släktet Argyronome och familjen praktfjärilar. Inga underarter finns listade i Catalogue of Life.